# 462 (numero)
Quattrocentosessantadue (462) è il numero naturale dopo il 461 e prima del 463.

## Proprietà matematiche
- È un numero pari.
- È un numero composto.
- È un numero abbondante.
- È un numero tetraprimo, ovvero ricavabile dal prodotto di 4 numeri primi distinti.
- È un numero idoneo.
- È un numero oblungo.
- È un numero scarsamente totiente.
- È un numero pratico.
- È un numero palindromo e un numero a cifra ripetuta nel sistema di numerazione posizionale a base 32 (EE).
- È un numero intero privo di quadrati.
- È un numero congruente.
- È parte delle terne pitagoriche (216, 462, 510), (320, 462, 562), (440, 462, 638), (462, 616, 770), (462, 784, 910), (462, 1040, 1138), (462, 1584, 1650), (462, 2520, 2562), (462, 4840, 4862), (462, 5920, 5938), (462, 7616, 7630), (462, 17784, 17790), (462, 53360, 53362).

## Astronomia
- 462P/LONEOS-PANSTARRS è una cometa periodica del sistema solare.
- 462 Eriphyla è un asteroide della fascia principale.
- NGC 462 è una galassia della costellazione dei Pesci.

## Astronautica
- Cosmos 462 è un satellite artificiale russo.